# Hydropsyche frisoni
Hydropsyche frisoni là một loài Trichoptera trong họ Hydropsychidae. Chúng phân bố ở miền Tân bắc.